# Обшорон (Фархорський район)
Обшоро́н (тадж. Обшорон) — село у складі Хатлонської області Таджикистану. Входить до складу Дехконаріцького джамоату Фархорського району.
Назва означає місце, багате на джерела. Колишня назва — Шуркуль, сучасна назва — з 29 березня 2012 року.
Населення — 1670 осіб (2010; 1855 в 2009).